# Kimbo Slice
Pour les articles homonymes, voir Slice et Ferguson.
Kevin Ferguson plus connu sous le nom de Kimbo Slice, né le 8 février 1974 à Nassau au Bahamas et mort le 6 juin 2016 à Coral Springs en Floride au États-Unis, est un boxeur bahaméen et combattant en arts martiaux mixtes (MMA).

## Biographie
Kimbo Slice est particulièrement connu pour ses nombreux combats de rues filmés, notamment dans les rues de Miami au début des années 2000. En 2007, le magazine Rolling Stone surnomme Kimbo « Le Roi des bagarreurs du Net ».
En 2008, il participe au premier combat de MMA retransmis sur une chaîne grand public américaine.
En 2010, il sera renvoyé de l'UFC après une défaite face à Matt Mitrione. Après son éviction de l'UFC, Kimbo Slice se reconvertit dans le monde de la boxe professionnelle. Il a aussi joué dans quelques films.
Le 6 juin 2016, il meurt à l'âge de 42 ans d'insuffisances hépatiques et cardiaques dans un hôpital de Margate en Floride,.

## Palmarès professionnel en boxe anglaise
| Résultat | Adversaire       | Méthode | Date             | Round |
| -------- | ---------------- | ------- | ---------------- | ----- |
| Victoire | Shane Tilyard    | KO      | 30 janvier 2013  | 2     |
| Victoire | Howard Jones     | KO      | 6 octobre 2012   | 1     |
| Victoire | Jesse Porter     | KO      | 12 mai 2012      | 1     |
| Victoire | Brian Green      | KO      | 24 mars 2012     | 4     |
| Victoire | Charles Hackmann | UD      | 30 décembre 2011 | 4     |
| Victoire | Tay Bledsoe      | KO      | 15 octobre 2011  | 1     |
| Victoire | James Wade       | KO      | 13 aout 2011     | 1     |

## Palmarès en MMA
| Résultat | Record  | Adversaire        | Méthode                     | Événement                                 | Date             | Round | Temps | Lieu                              | Notes |
| -------- | ------- | ----------------- | --------------------------- | ----------------------------------------- | ---------------- | ----- | ----- | --------------------------------- | ----- |
| Victoire | 5-2 (1) | Dada 5000         | TKO (coup de poing)         | Bellator 149: Shamrock vs. Gracie         | 19 février 2016  | 3     | 1:32  | Houston, Texas, États-Unis        |       |
| Victoire | 5-2     | Ken Shamrock      | TKO (coups de poing)        | Bellator 138: Unfinished Business         | 20 juin 2015     | 1     | 4:47  | Saint-Louis, Missouri, États-Unis |       |
| Défaite  | 4-2     | Matt Mitrione     | TKO (coups de poing)        | UFC 113: Machida vs. Shogun II            | 8 mai 2010       | 2     | 4:24  | Montréal, Québec, Canada          |       |
| Victoire | 4-1     | Houston Alexander | Décision unanime            | The Ultimate Fighter: Heavyweights Finale | 5 décembre 2009  | 3     | 5:00  | Las Vegas, Nevada, États-Unis     |       |
| Défaite  | 3-1     | Seth Petruzelli   | KO (coups de poing)         | EliteXC: Heat                             | 4 octobre 2008   | 1     | 0:14  | Sunrise, Floride, États-Unis      |       |
| Victoire | 3-0     | James Thompson    | TKO (coups de poing)        | EliteXC: Primetime                        | 31 mai 2008      | 3     | 0:38  | Newark, New Jersey, États-Unis    |       |
| Victoire | 2-0     | Tank Abbott       | KO (coups de poing)         | EliteXC: Street Certified                 | 16 février 2008  | 1     | 0:43  | Miami, Floride, États-Unis        |       |
| Victoire | 1-0     | Bo Cantrell       | Soumission (coups de poing) | EliteXC: Renegade                         | 10 novembre 2007 | 1     | 0:19  | Corpus Christi, Texas, États-Unis |       |

## Filmographie
- 2009 : Blood and Bone de Ben Ramsey : JC
- 2010 : Sang pour sang extrême de Daniel Zirilli
- 2011 : Le Roi Scorpion 3 : L'Œil des dieux de Leslie Belzberg : Zulu Kondo.